# Marius Valinskas
Marius Valinskas (Kaunas, 4 maggio 1999) è un cestista lituano.

## Biografia
È il fratello minore di Paulius Valinskas, anch'egli cestista.